# كرسول كوكبي
كرسول كوكبي (الاسم العلمي:Crassula verticillaris) هو نوع نباتي يتبع جنس الكرسول من فصيلة الكرسولية.